# Aero VIP

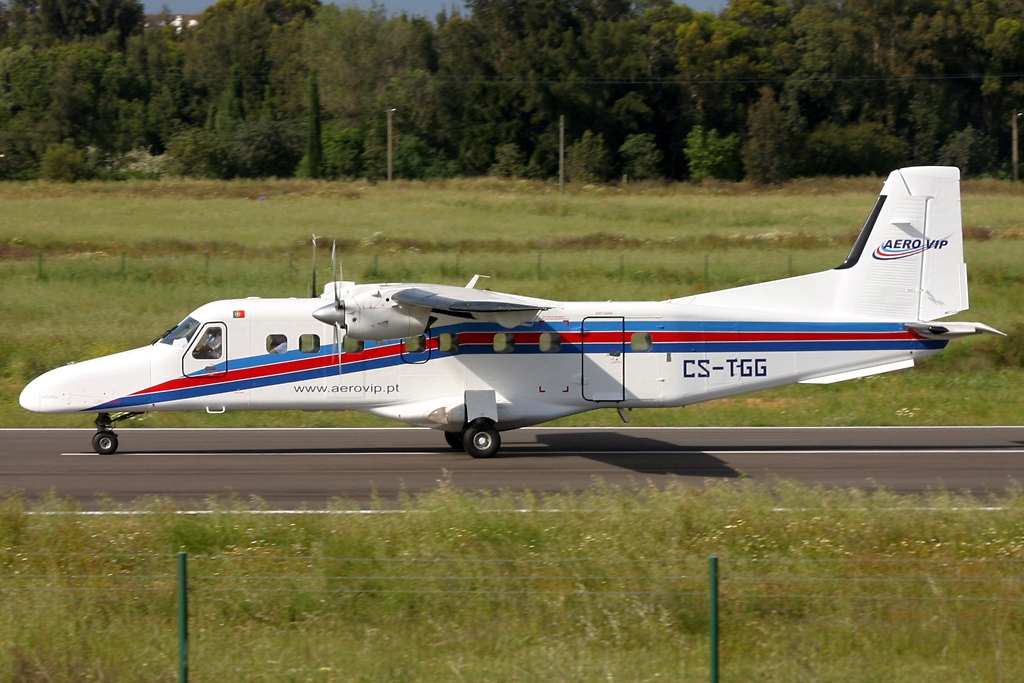
Самолет «Dornier Do 228» кампании «Aero Vip»

Aero VIP — португальская региональная авиакомпания со штаб-квартирой в городе Кашкайш (округ Лиссабон).

## Общие сведения
Авиакомпания Aero VIP работает на следующих направлениях авиационной коммерческой индустрии:
- региональные авиаперевозки внутри страны и в аэропорты Испании (регулярные и чартерные);
- перевозка малогабаритных грузов в труднодоступные районы;
- обучение пилотов;
- тренировка и продление лицензий пилотов;
- сдача самолётов в аренду.

Aero VIP входит в состав авиационного холдинга «7 Air Group».

## Маршрутная сеть
По состоянию на май 2010 года авиакомпания Aero VIP выполняла пассажирские рейсы в следующие аэропорты Португалии и Испании:
- Португалия — регулярные маршруты:
  - Браганса — Аэропорт Браганса
  - Вила-Реал — Аэропорт Вила-Реал
  - Лиссабон — Международный аэропорт Портела

- Португалия — чартерные перевозки:
  - Ковильян — Аэропорт Ковильян
  - Коимбра — Аэропорт Коимбра
  - Портиман — Аэропорт Портиман

- Испания
  - Севилья — Аэропорт Севилья

Рейсы по другим направлениям выполняются по запросам клиентов, бронирующих самолёты.

## Флот
В мае 2010 года воздушный флот авиакомпании Aero VIP состоял из следующих самолётов:
- 2 Dornier Do 228 — регистрационные номера: CS-AYT, CS-TGG;
- 1 Shorts 360 — CS-TLJ;
- 1 Cessna 421 — G-BBUJ;
- 1 Piper PA-31 Navajo — CS-DCF;
- 1 Rockwell Commander 112 — CS-DBH;
- 2 Cessna 210 Centurion — D-EBAM, CS-AOD;
- 1 Extra 300 — D-EMCK;
- 3 Cessna 172 — D-EGJD, CS-AHX, CS-AHQ;
- 1 Cessna 182 Skylane — CS-AKX;
- 1 Socata TB — CS-DDT;
- 1 Cessna 150 — CS-ADF;
- 1 Rallye MS880B — CS-DIS;
- 1 Tecnam P92 — CS-UPG;